# Чернігівський завод спеціального автотранспорту
ТОВ «Чернігівський завод спеціального автотранспорту» («ЧЗСА»), раніше відомий як «Кіноремснаб» (1947—1959), «Кінотехпром» (1959—1976), «Чернігівський завод Укркінотехпром» (1976—1989) — товариство з обмеженою відповідальністю; український виробник спеціального автотранспорту, розташований в Чернігові.

## Історія
Утворений в 1947 році як «Кіноремснаб», завод спочатку займався виробництвом та ремонтом різноманітного обладнання для кінознімань, в тому числі і випуском коробок для кінострічок, а також обслуговуванням наявних у Чернігові та області кінопроекційних установок. Чисельність робітників підприємства на той момент становила всього 26 чоловік.
Вже до середини 1950-х на заводі почали виготовляти освітлювальні, операторські, звукозаписні і кінопроекційні автомобілі на шасі ГАЗ-51 та Зіс-150.
З 1959 року підприємство розмістилося в Чернігові на вул. Любецькій, б. 66 і було об'єднано з «Укрфото» з присвоєнням нового імені – «виробничий комбінат».
У 1961 році спеціально на замовлення дитячого лялькового театру заводськими ентузіастами на базі вантажівки ГАЗ–51А був спроектований автобус вагонної компонування. Автобус визнано вдалим і прийнято рішення організувати на заводі його серійне виробництво. Це стало відправною точкою для спеціалізації заводу на багато років вперед — виробництво спеціальних автобусів для потреб ДЕРЖКІНО СРСР.
В середині 70-х років XX століття завод готувався переїхати на нову територію і напередодні цієї події, в 1976 році, змінив назву на «Чернігівський завод Укркінотехпром». На новій території вдалось освоїти виробництво автобусів з металевим каркасом кузова (з 1978 року). До цього серійні автобуси мали дерев'яний каркас.
80-ті роки минулого століття виявилися для «Укркінотехпрому» найбільш вдалими — крім пасажирських і спеціальних автобусів, на заводі випускався великий асортимент різноманітного технологічного транспорту для кіно, а також мікроавтобуси на шасі УАЗ і виконувалися індивідуальні замовлення на ігровий транспорт. У зв'язку з підвищенням значущості заводу і розширенням номенклатури продукції, в 1989 році підприємство перейменовано в Чернігівський завод спецавтотранспорту (ЧЗСА).
Після розвалу СРСР Чернігівський завод не зумів зберегти свій статус одного з найбільшого виробника простих і недорогих автобусів, і на початку 90-х років їх виробництво було практично згорнуто. У цей період завод займався будівництвом в невеликих кількостях вахтових автобусів і фургонів. В 1997 році, після приватизації, київський ЗАТ «Пожкомплект» викупив контрольний пакет акцій ЧЗСА, і положення на підприємстві трохи покращилося. На підприємстві організували виробництво пожежної техніки, і зробили спробу відновити виробництво недорогих автобусів на новому рівні, але через введення в Україні з 2000 року щорічної сертифікації автобусів, ця спроба не увінчалася успіхом. В даний час завод не випускає автомобільної продукції, а виробляє різноманітне устаткування для пожежних потреб і капітально ремонтує автомобільну техніку різного призначення.

## Автобуси «АСЧ»

### ЧПК/АСЧ-01
У 1961 році, на замовлення дитячого лялькового театру, на базі вантажівки ГАЗ-51А розгорнуто роботи по створенню автобуса вагонного компонування. Вже в наступному році новий автобус, який отримав умовну назву «ЧПК» (Чернігівський виробничий комбінат), з'явився на заводському подвір'ї. Автобус мав кузов на дерев'яному каркасі з облицюванням листовою сталлю. Лобове скло складалося з двох плоских і двох невеликих заокруглених трикутних частин, розташованих на кутах передньої частини кузова. Корма автобуса нагадувала ПАЗ-652, так як задні стекла використовувалися саме від цієї моделі. Водій на автобусі мав свої двері з лівої сторони, але його робоче місце не було відокремлене від салону перегородкою.
Всього автобус був розрахований на 25 сидячих місць, включаючи водія. При габаритах 6320х2350х2830 мм і повній масі 3720 кг максимальна швидкість ЧПК досягала 70 км/год. Враховуючи постійний дефіцит транспортних засобів, у тому числі і для потреб кіноіндустрії, ДЕРЖКІНО СРСР рекомендувало автобус ЧПК до серійного випуску. У рекомендації, крім використання його як транспорту для кіностудій, зазначалося про ефективність його використання у сільській місцевості. У серію автобус пішов під назвою АСЧ-01 (автобус спеціальний чернігівський, перший). Кожна партія автобусів АСЧ-01 мала дещо змінений зовнішній вигляд. При цьому зовнішні контури кузова залишалися практично незмінними.
Обсяг виробництва АСЧ-01 був дуже обмежений, у місяць із заводських воріт виїжджало не більше 5 машин. Основна маса нових автобусів природно призначалася для кіностудій і обслуговування кінозакладів, але пасажирські варіанти могли використовуватися і для обслуговування театрів і філармоній. При створенні машин, призначених для кіно, роботи велися по документації, що надходила з технічних відділів кіностудій. Схему розташування приладів всередині салону виконували безпосередньо на кіностудії. Накреслювався план салону, в Чернігові замовлявся сам автобус із встановленими в ньому ящиками, столами, сидіннями, освітлювальними приладами, а вся начинка згодом ставилася на місцях у спеціально підготовлені для неї відділення.

### Чернігів-Д/АСЧ-02
Пошук оптимального варіанту, як по технологічності, так і за зовнішнім виглядом змусив фахівців підприємства знову переглянути зовнішній вигляд автобуса.
З'явилася наступна розробка, яка мала панорамне лобове скло з невеликими трикутними віконцями, що переходять на бічні стінки кузова, з облицюванням радіатора в стилі ПАЗ-652. Цей автобус і став відправною точкою при створенні серійних машин. Основна концепція залишилася без змін, кузов залишився з похилим округлим дахом, заднє скління з гнутими вікнами. А ось передню частину довелося переробити. Автобусу додали свій неповторний зовнішній вигляд, зробивши специфічну решітку радіатора.
Потрібно відзначити цікаву особливість цих машин. Салон для пасажирів був відділений від кабіни водія перегородкою з вікнами, а вхід в кабіну водія здійснювався через окремі примітивні двері. З лівого боку симетрично до дверей водія були зроблені двері для доступу до обслуговування двигуна. Передок машини став прикрашати п'ятикутник – емблема підприємства-виробника. Під ним була решітка облицювання радіатора у вигляді еліпса-сегменту. Незважаючи на всі нововведення, машина як і раніше мала дерев'яний каркас кузова.
Темпи зростання продукції збільшувалися з кожним роком, і вже за 1966 рік було випущено 122 спецавтомобіля, а чисельність працівників підприємства зросла до 90 осіб. Позначення базового автобуса як АСЧ-02 підтвердити виписками з технічних матеріалів не вдалося, зате в документації за жовтень 1965 р. базовий автобус значився як «Чернігів-Д» і був призначений для обслуговування установ кінофікації і культури.

### АСЧ-03 «Черниговец»

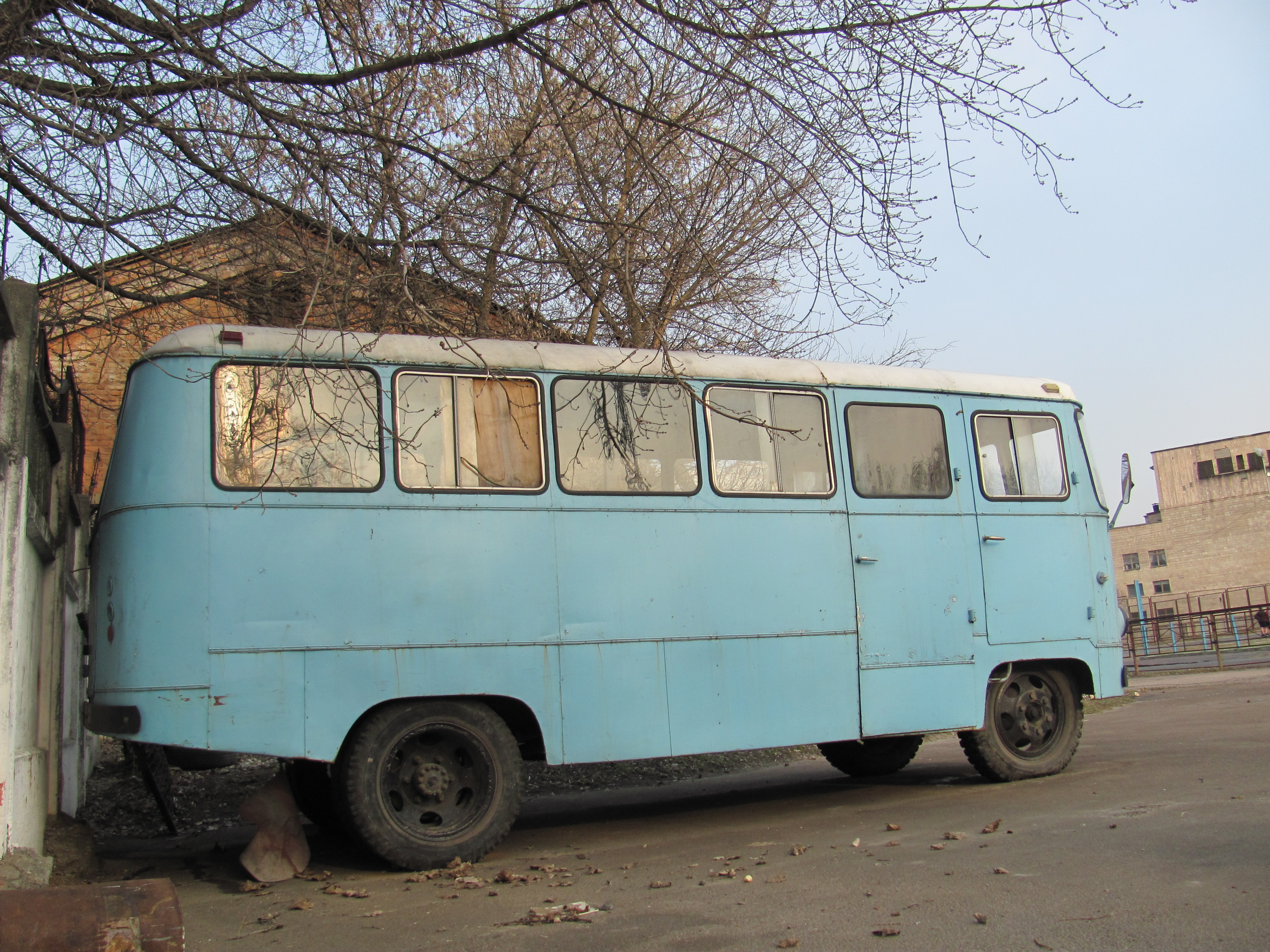
Автобус АСЧ-03 на території палацу піонерів у Чернігові

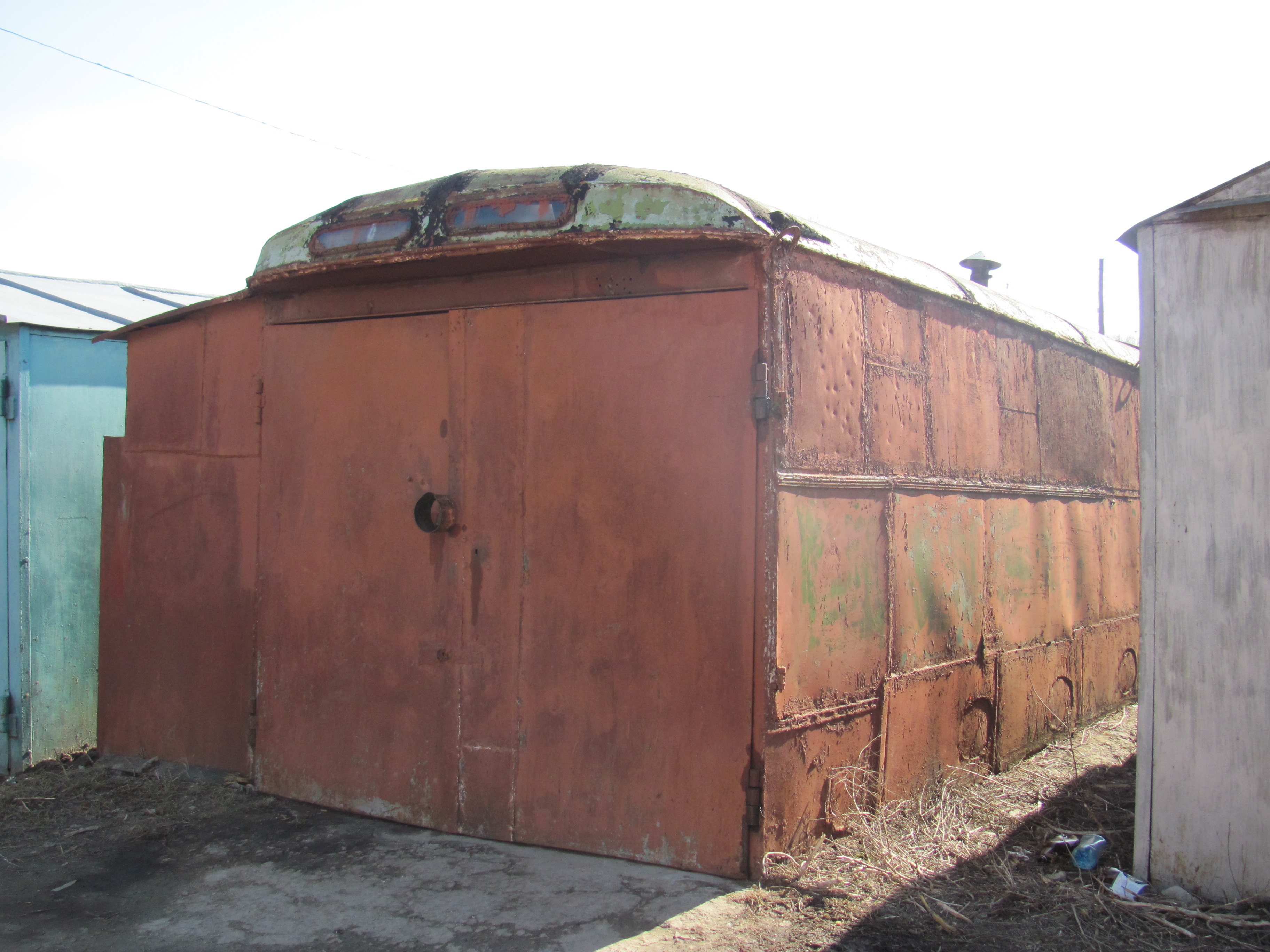
Доля більшості чернігівських автобусів у наш час. Гараж зроблений з автобуса АСЧ-03

З початком будівництва нових корпусів заводу передбачався перехід до суцільнометалевої конструкції автобусів. У 1973 р. розробили нові моделі, що отримали позначення «АСЧ-03» і «АСЧ-04». До літа 1973 р. дослідні зразки були виготовлені. АСЧ-03 став першим автобусом підприємства з суцільнометалевим кузовом. Пасажирським автобусам надали зовнішній вигляд, який вже на повну використовували у виробництві спецавтобусів.

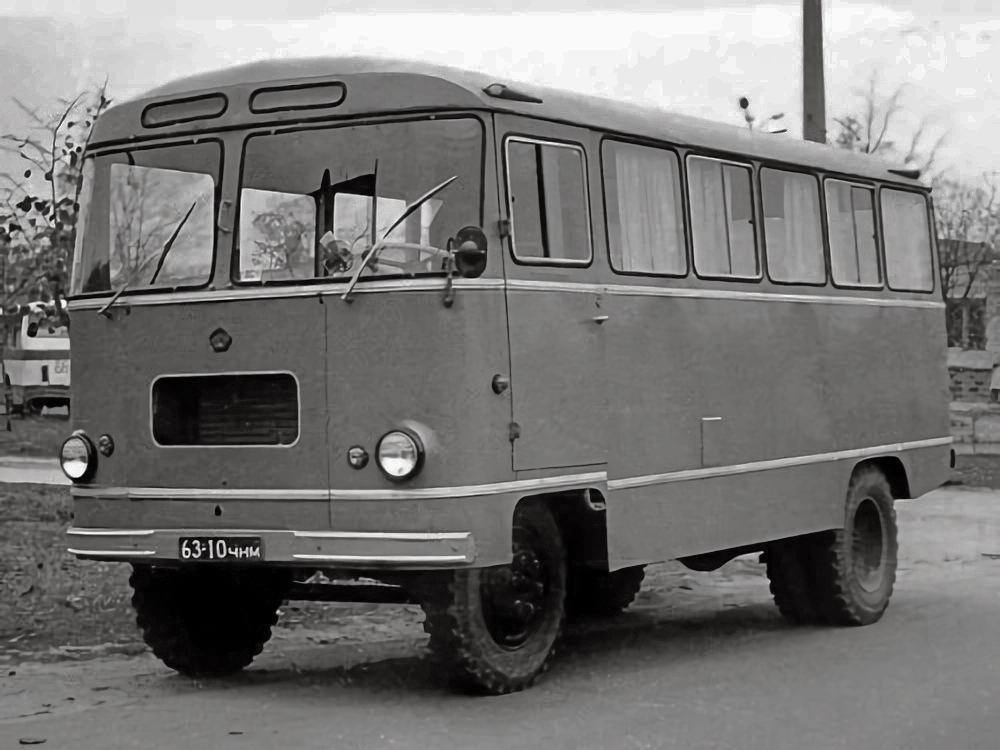
Автобус АСЧ-03 1976—1998
На фото «серединна» модель (80і роки) із прямокутною решіткою радіатора.

У нових автобусах пасажирський салон від робочого місця водія відокремлювався перегородкою, а з протилежного боку — окремий вхід для пасажирів. Салон, розташований за перегородкою вміщував в себе 25 посадкових місць.
Для випробувань цих автобусів в 1975 р. виготовлені нові дослідні зразки.

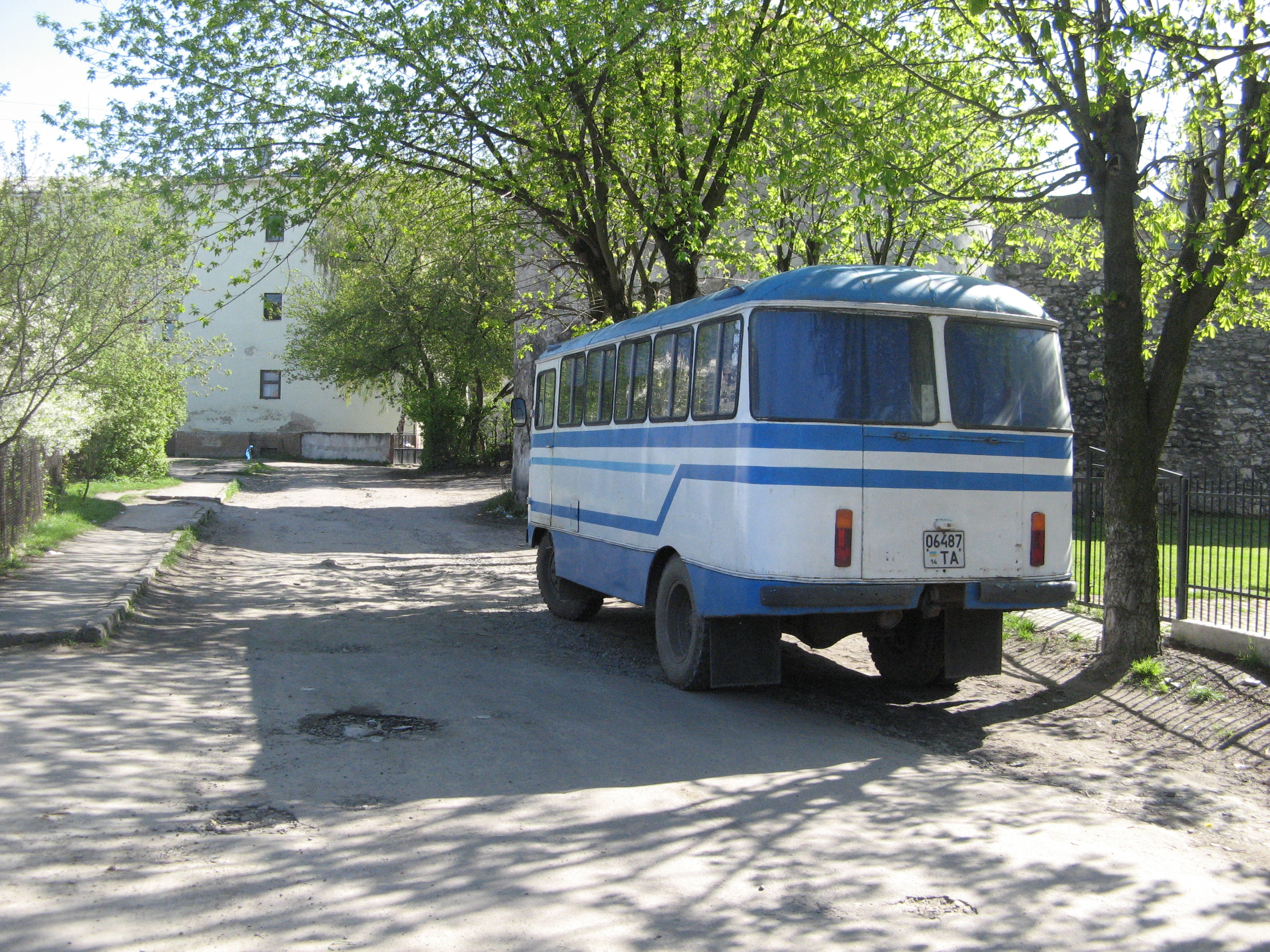
АСЧ-03 з лобовим остеклінням позаду

При цьому обидві моделі зовні міг розрізнити хіба що фахівець. З 30 липня по 26 грудня 1975 р. проводились випробування на Дмитрівському автополігоні. Результати випробувань хоч і виявили ряд недоробок, але в цілому дали гарну оцінку машин. Автобусу АСЧ-04 було запропоновано змінити приладову панель на панель від ВАЗ-2103. У 1976 р. підприємству присвоєно нове ім'я «Укркінотехпром». Завод збільшив обсяг продукції. Тепер щомісяця із заводських воріт виїжджало 18 машин. На підприємстві, як і раніше, будували кузови з дерев'яним каркасом. Пасажирський варіант автобуса отримав позначення АСЧ-03. До кінця 70-х нарешті почався перехід до суцільнометалевого кузова. У 1978 р. на виділених 10 га землі були, нарешті, побудовані сучасні корпуси, і все виробництво автобусів було перенесено в нові приміщення. З цього моменту почалася нова ера для підприємства. Виробництво автобусів АСЧ-03 зросло спочатку до 50 машин, а через рік досягло 100 одиниць в місяць. Конструкторське бюро постійно пропонувало нові рішення у зовнішньому вигляді автобусів.

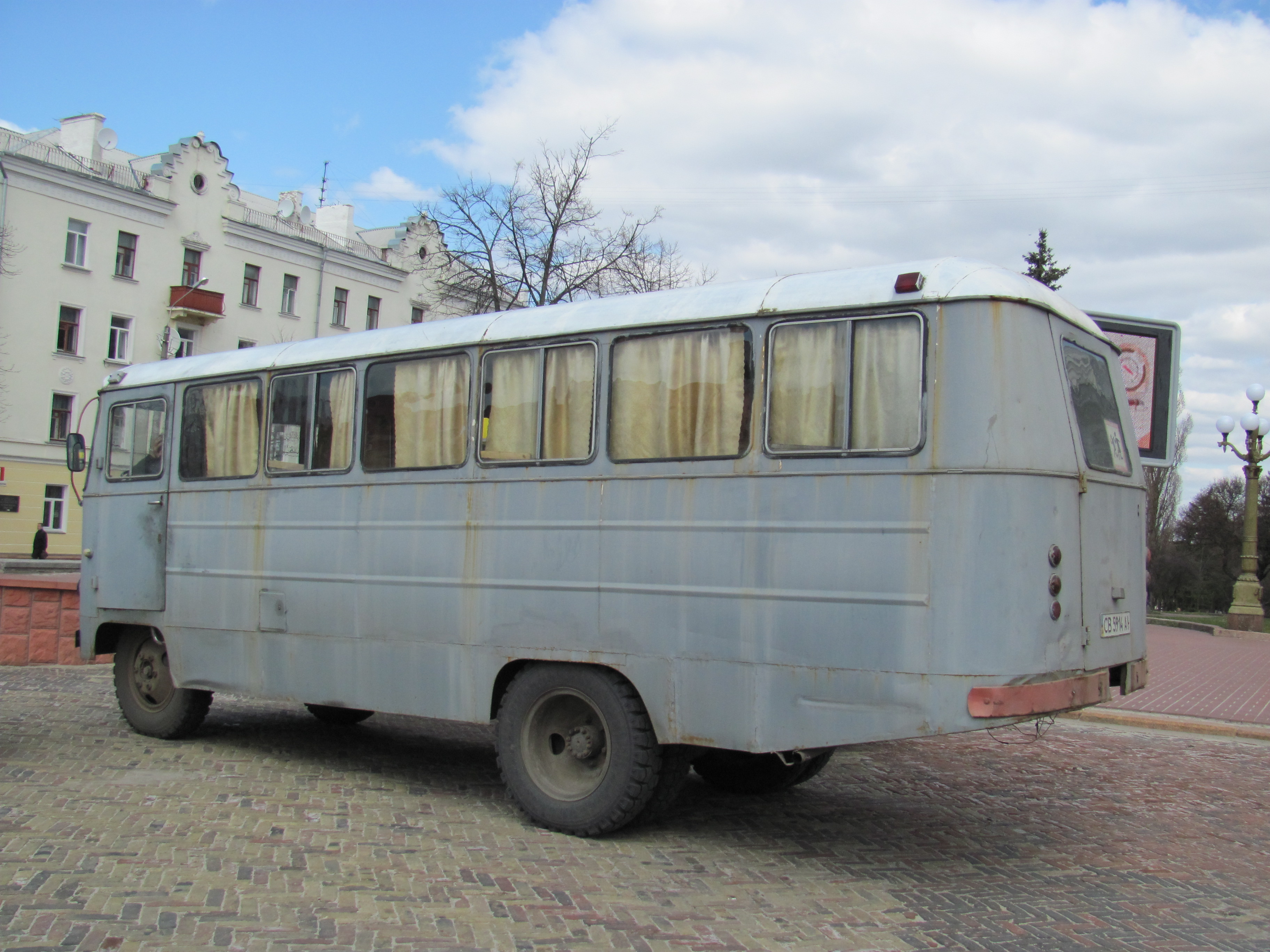
Подовжена версія АСЧ-03

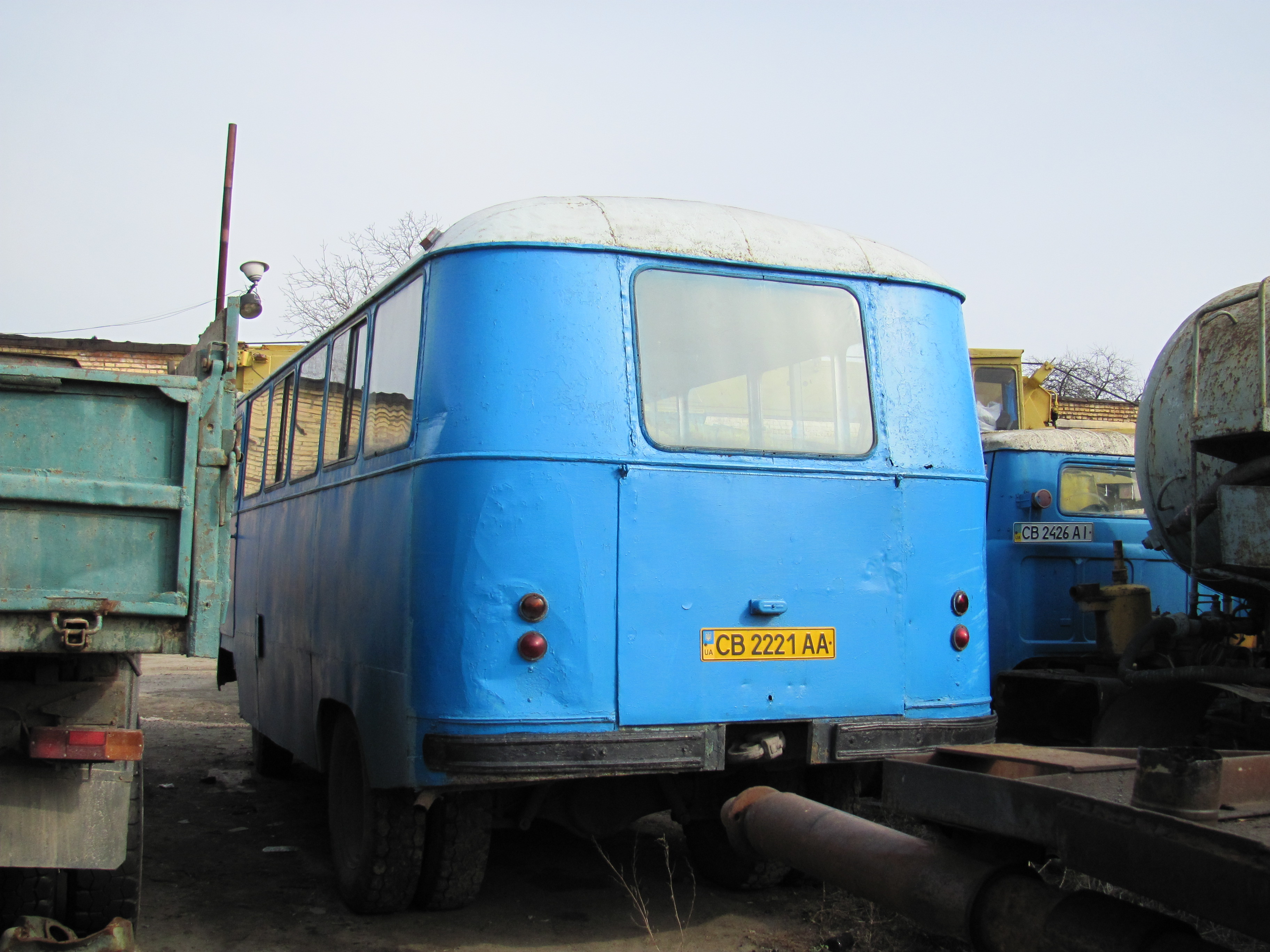
«Здешевлена» версія АСЧ-03 з бічним віконцем позаду

Модернізована модель АСЧ-03 з'явилася в 1979 році. У автобуса решітка радіатора ще трохи піднялася вгору і стала більш схожою на сегмент. Вентиляція салону в зимовий період, незважаючи на всі зусилля водіїв, так вистуджувала внутрішній простір машини, що на модернізованій моделі зникли козирки на даху, а разом з ними і прорізи, але розташування невеликих витягнутих віконець вгорі передка залишилося незмінним. Найцікавішим рішенням, що прийняли на цій оновленій версії конструктори — це використання лобового скла в якості заднього. Серед нових розробок підприємства слід відзначити варіант із збільшеним на один віконний отвір кузовом. Такий автобус міг вміщати на 5 пасажирів більше порівняно з базовим АСЧ-03. Щоб встановити подовжений кузов на шасі на заводі здійснювалася доопрацювання рами від ГАЗ-53А. База такого автобуса залишалася незмінною 3700 мм, а ось її задня частина видовжувалась на 200 мм. Серійно з заводу сходили АСЧ-03, на базі яких розроблено близько 10 спеціальних автомобілів для кіноіндустрії. Серед спецтранспорту можна відзначити гримувальні, піротехнічні, звукозаписні, кінотеатри на колесах та ін.
Нові просторі цехи, сучасне для того часу обладнання дозволили наростити обсяги виробництва. Так, у 1980 р. виготовлено 1200 автобусів. Завод повністю перейшов на випуск зразків з суцільнометалевими кузовами, з каркасом з труб прямокутного перерізу. Незважаючи на цей факт, автобуси з дерев'яним каркасом з добірного дубового лісу служили ще довгий час. Так, виготовлений в 70-х роках, автобус для Ялтинської філармонії ще на початку 90-х знаходився в строю і претензій до стану кузова у водія не було.
Для чергових атестацій підприємства необхідно було удосконалити конструкцію автобуса, знизивши при цьому його собівартість. Восени 1984 р. зібраний базовий зразок спеціального автомобіля отримав позначення АСЧ-03А. Незважаючи на те, що згодом ці машини потрапили у виробництво, їх позначення залишилося колишнім АСЧ-03. Зовні ці спецавтобуси зазнали лише косметичних змін. Решітка радіатора стала прямокутною.

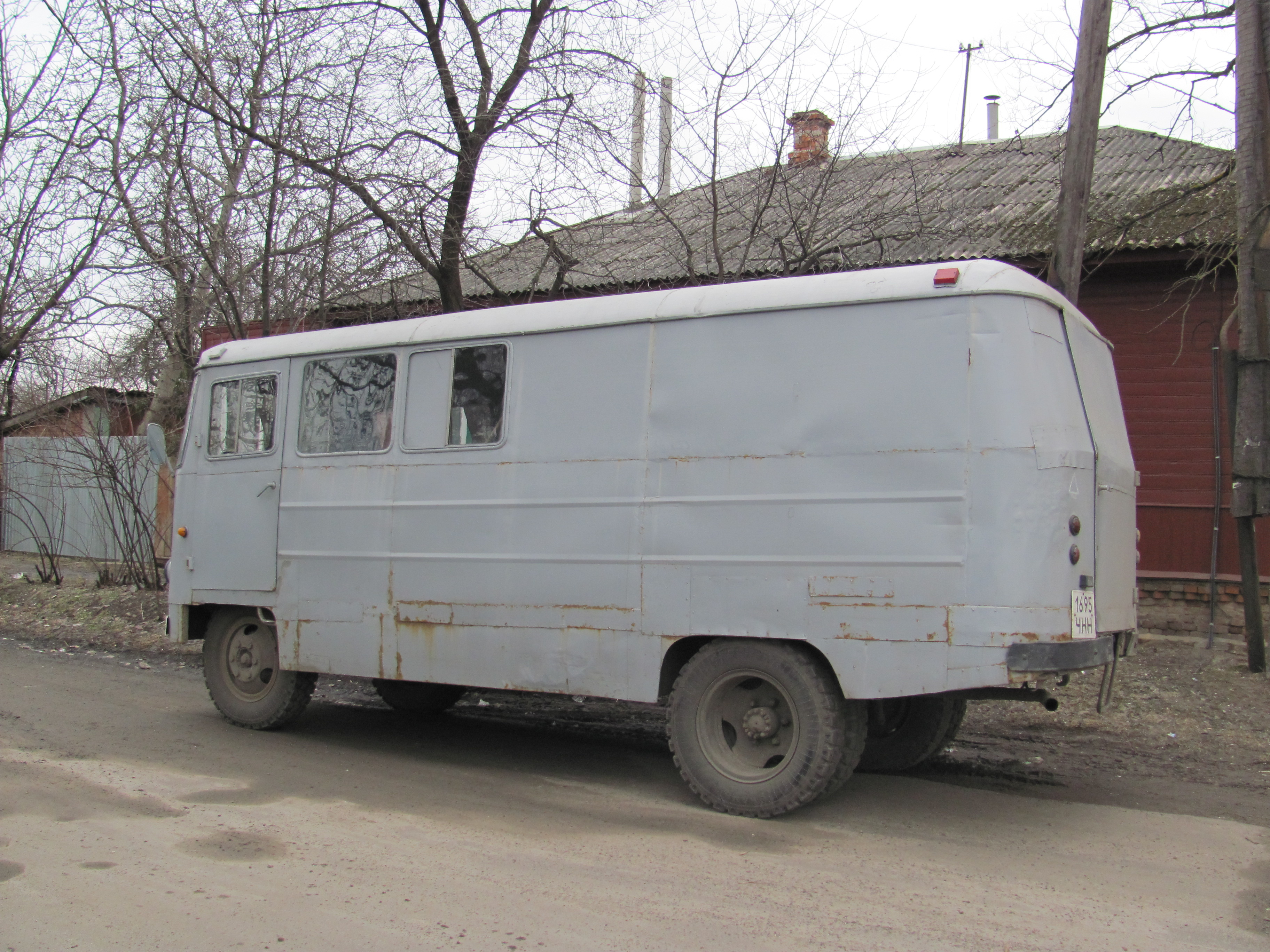
Модель з товщиною кузовного металу 0.7 мм. Ззовні виділяється двома ребрами жорсткості на боку.

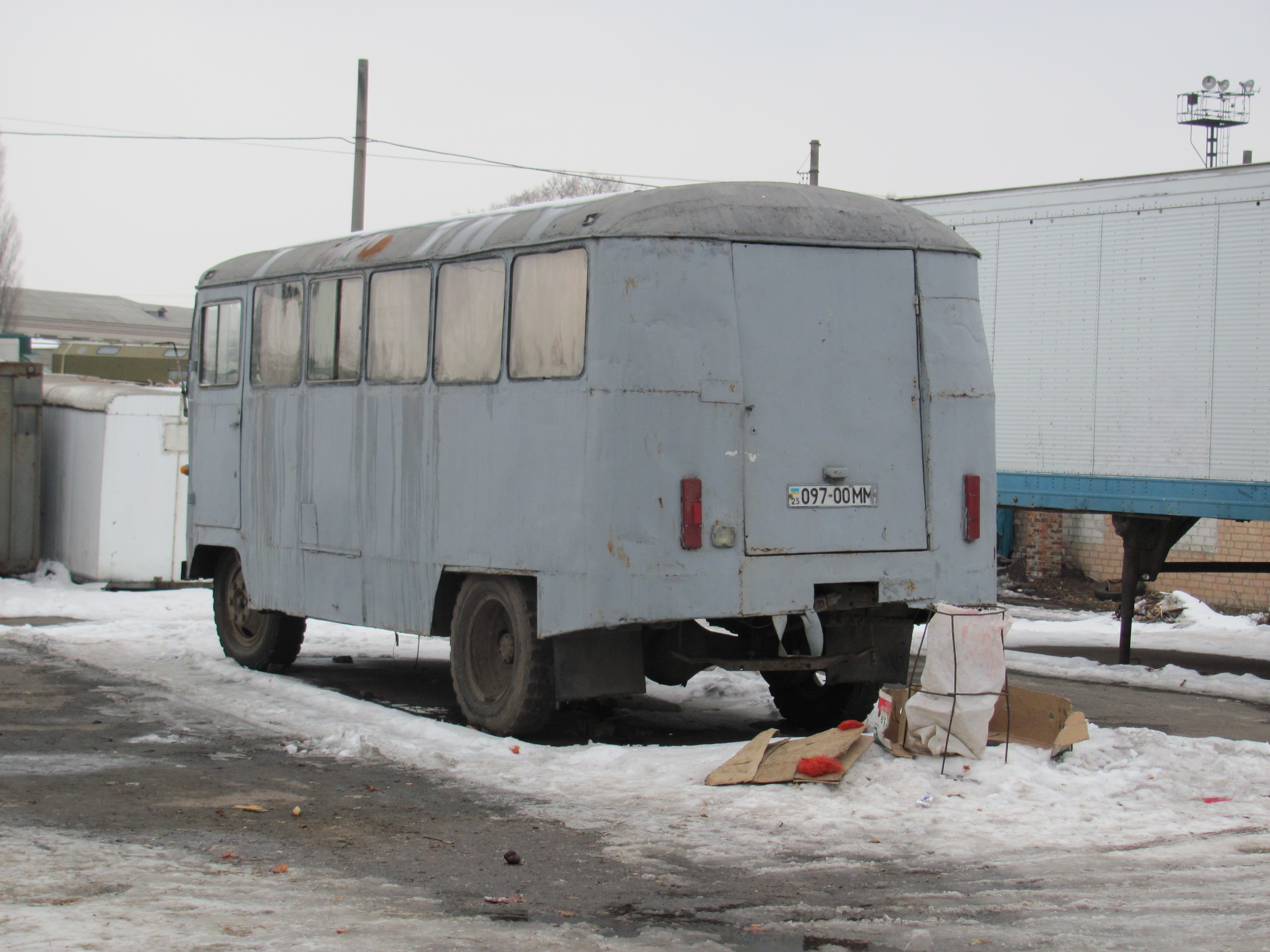
«Кооперативна» версія із розпашними дверима позаду.

Масовою продукцією підприємства залишався пасажирський варіант автобуса АСЧ-03, але за спеціальними замовленнями на заводі будували автобуси з відокремленою кабіною водія і пасажира. Спецтехніку для кіностудій і далі продовжували будувати на підприємстві, використавши при цьому автобус з новим виглядом.
До середини 80-х виробництво АСЧ-03 продовжувало триматися на рівні 1200 шт. в рік.
Основними замовниками були сільські клуби і невеликі міські підприємства. Для дислокованих в Угорщині радянських військ, військове міністерство замовило у підприємства велику партію пасажирських варіантів АСЧ-03. Багато автобусів потрапило в середню смугу Росії.
Чергова атестація залишила свої сліди на зовнішньому вигляді автобусів, задні вікна були замінені на одне бічне.
У 1989 р. підприємству присвоїли нове ім'я — «Чернігівський завод спецавтотранспорту» (ЧЗСА). З цього моменту завод відійшов від суто «кіношних» розробок, і почав виробляти найрізноманітніші спецавтобуси.
На базі АСЧ-03 у 1989 р. був спроектований і виготовлений Пункт пересувний стоматологічний (ПСП-03) для надання оперативної і кваліфікованої стоматологічної допомоги населенню на місцях, віддалених від стаціонарних стоматологічних поліклінік або кабінетів.
Наступний крок в оновленні автобусів — це перехід на більш тонку листову сталь для обшивки кузова. На початку 90-х, замість широко використовуваних раніше 1 мм листів, на завод почали надходити листи з товщиною 0,7 мм. Характерною рисою для цих автобусів стали два поздовжні виштампування вздовж кожної сторони кузова.
Після розвалу СРСР завод опинився на межі закриття. Випуск автотехніки поступово знижувався. На базі АСЧ-03 підприємство випускало дві модифікації пасажирського автобуса на 21 або 26 місць. На базі піротехнічних автобусів були створені невеликою серією автомобілі з термокузовами; «Тюлень», який мав два спальних місця та обсяг кузова 12,6 м³ або кузов з об'ємом 15,6 м³, але без спальних місць. Ця модель не комплектувалася морозильним агрегатом. А ось фургон «Морж» з об'ємом термокузова 15,6 м³ без спальних місць і 12,5 м³ зі спальними місцями. Так само на АСЧ-03 були випущені косметичний кабінет, і ритуальний автомобіль (катафалк). Для набирання сили кооперативного руху була випущена модель автобуса з розпашними задніми дверима. Для Чернігівського водоканалу була зроблена невелика партія вантажопасажирської версії автобуса з окремою кімнатою, в якій розміщувалася ремонтна майстерня. Автобуси часто використовувалися як техніка для ігрових фільмів. Так на кіностудії імені Довженка в Києві пасажирський варіант АСЧ-03 переобладнали під цікавий шкільний автобус. АСЧ-03 так само використовувалися й іншими службами міст. Так, наприклад, у Запоріжжі, на базі цього автобуса був створений пожежний автомобіль газодимозахисної служби. На базі подовженого пасажирського варіанту створюється його вантажопасажирська версія. На підприємстві був створений пересувний будинок. Автомобіль, скомпонований на базі спецмашин АСЧ-03, мав окрему кабіну водія, кімнату для відпочинку і спальню.
Підприємство займалося і капітальним ремонтом техніки. Автобуси, що відслужили свій термін, на заводі повністю розбиралися на основні вузли і агрегати, перетравлювалася обшивка кузова. Так само підприємство запровадило установку тракторних дизелів на свої автобуси. На такі автобуси у 1995 р. було випущено технічне завдання, де машині присвоєно позначення «АСЧ-03Д». Однак кількість таких автобусів ведеться лише на десятки.
У 1997 р., після приватизації, ЗАТ «Пожкомплект» з Києва викуповує контрольний пакет акцій і положення на підприємстві, яке з цього моменту стало називатися ДП «Спецтехніка», трохи покращилось. У виробничій програмі підприємства з'являється різноманітне пожежно-технічне озброєння та інвентар, серед яких можна виділити пожежні щити, короби, ємності для піску та ін.
Первістком відродження стала остання модифікація — моделі АСЧ-03-98 — 24-х місний автобус на базі ГАЗ-3307, з дизельним двигуном Д-245. За основу проекту був узятий один з прототипів вагонної компоновки, розроблений ще на початку 80-х. Автобус мав великі панорамні вікна, модернізоване компонування пасажирського салону. У передній частині даху передбачався спеціальний люк для зняття і установки двигуна без повного розбирання кузова. Цей автобус навіть був відзначений дипломом на міжнародній виставці в 1998 р.
«Чернігівець» моделі АСЧ-03-98 був придбаний київським підприємством «Укркабель». Але всі починання були марними. Замовлень на такі автобуси не було. Колектив переключився на виготовлення фургонів і вахтовок.

## Автобуси «ЛЕК»
Машини під загальною назвою «ЛЕК», розроблені в 1971 році Львівським експериментальним комбінатом Держкіно УРСР на основі УАЗ 452. В першу чергу ці автомобілі призначалися для кіностудій і телевізійних бригад, але, зазвичай, використовувались як фургон.

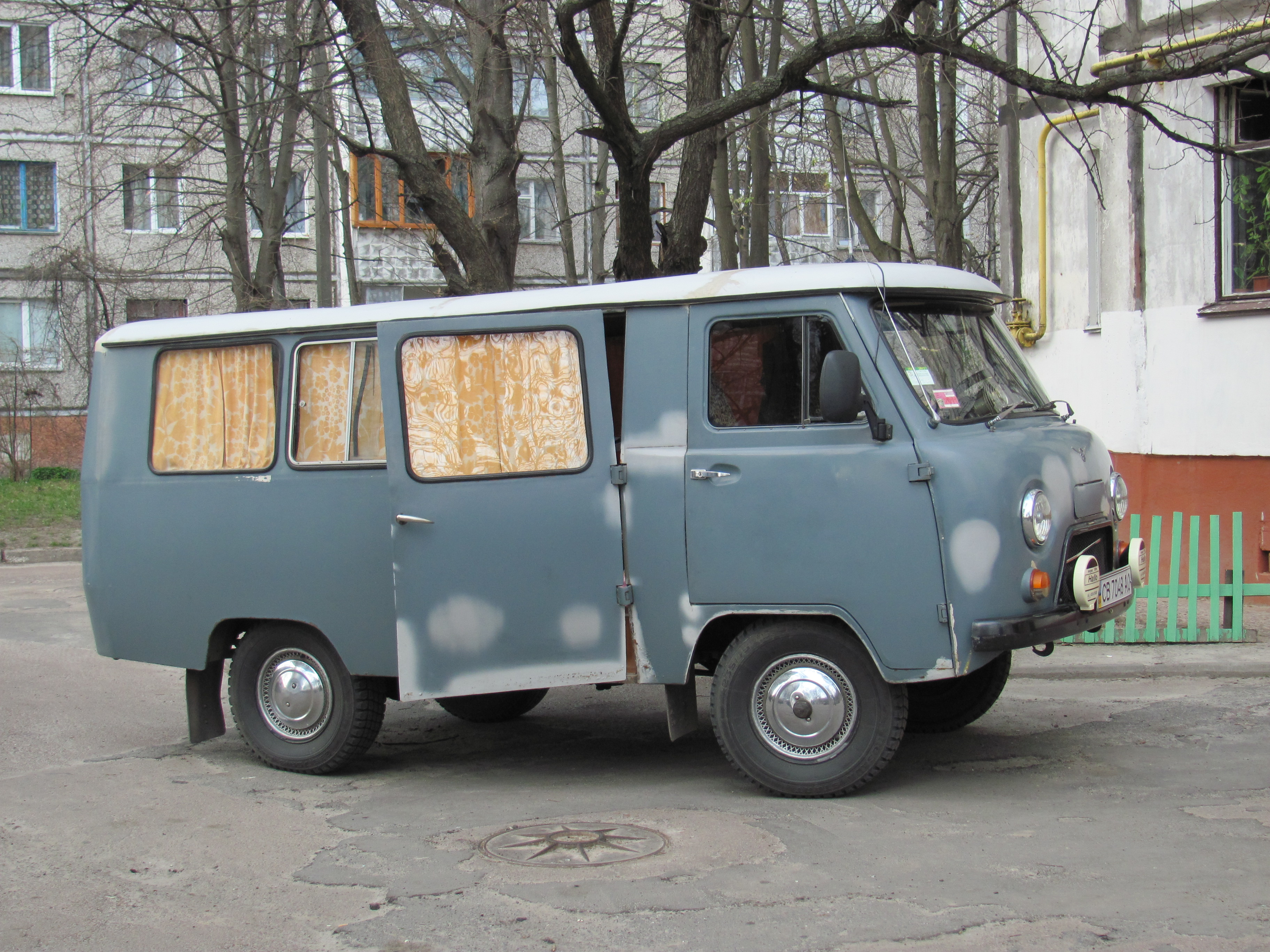
ЧЗСА ЛЭК 452-77 «Десна-2» на вулицях Чернігова.

Спочатку «Леки» представляли собою пасажирські і вантажопасажирські мікроавтобуси, випуск яких згодом освоїли чотири підприємства в Україні – власне Львівський експериментальний комбінат (торгова марка «Львовец»), а також чернігівський «Укркінотехпром» (торгова марка «Десна-2»), Запорізький експериментальний завод транспортних засобів та полтавський завод «Авторемонт» (торгова марка «Полтава»). Природно, машини кожного заводу мали свої «виробничі» риси і відрізнялися один від одного заскленням дверей пасажирського салону, молдингами, а також виконанням задньої стінки кузова (з люком або з дверима).

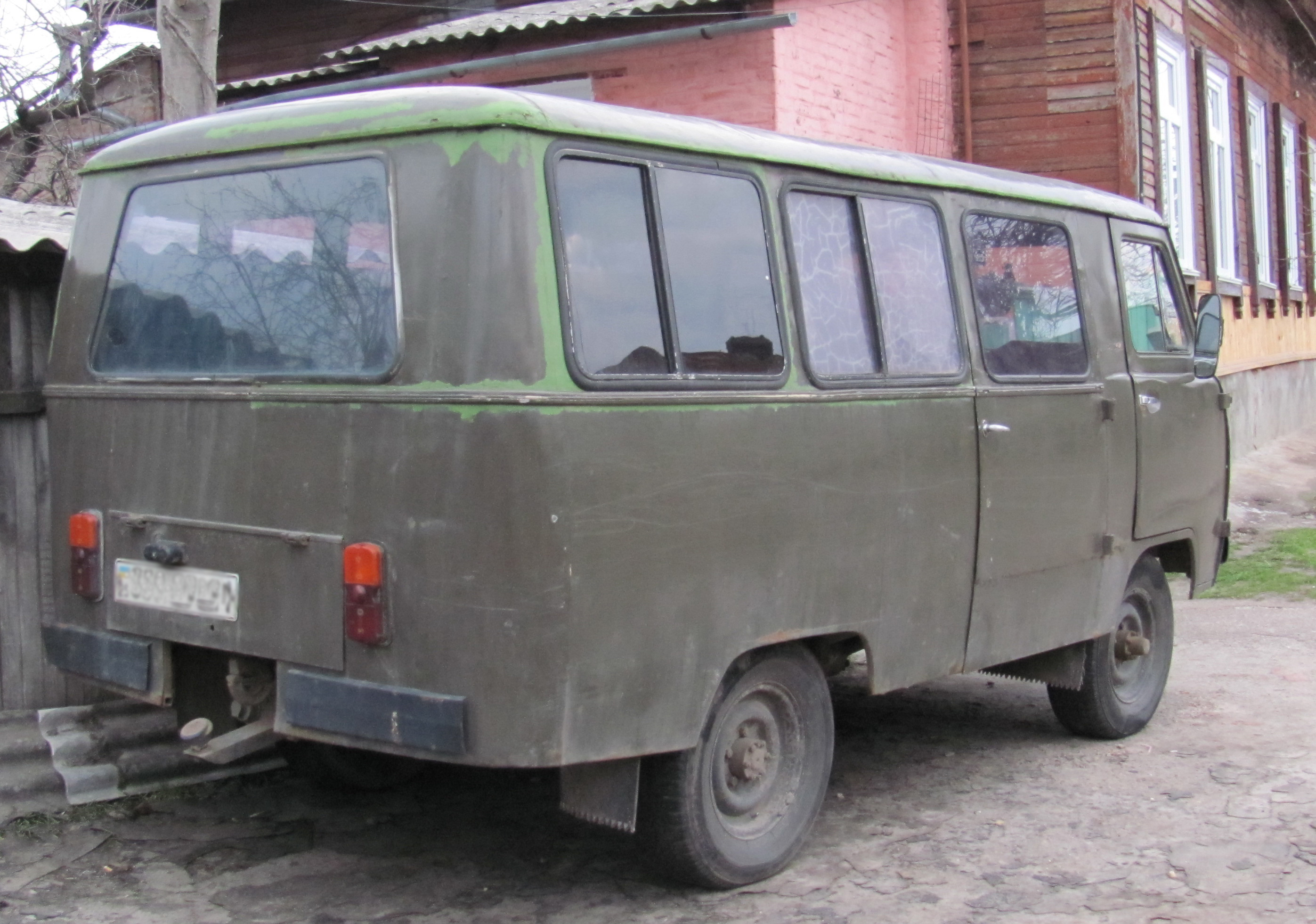
Мікроавтобус ЧЗСА ЛЭК 452-77 «Десна 2»

До 1973 році щомісячний випуск мікроавтобусів на базі УАЗ-452Д становив 40 машин. За роки виробництва машина піддалася модернізації. Зокрема, горловина бензобака стала закриватися лючком, задня стінка кузова отримала широке трапецієподібне скло, був оновлений салон. Мікроавтобуси отримали власну назву — «Десна». У серії з'явилися модифікації, спеціально розроблені для невеликих кіно- та телебригад. Особливістю цього варіанту стала наявність вантажного відсіку в кормі машини. В ньому зроблені спеціальні полиці для зберігання апаратури. Задня стінка кузова отримала одностулкові двері. Потім з'явилися вантажний і пасажирський варіанти автомобіля. Незабаром завод отримав завдання розробити на шасі Єраз-762 автомобіль для перевезення в міських умовах телевізійних знімальних груп. В результаті виготовлена невелика партія вантажопасажирських автомобілів ЧПК-762. Мікроавтобуси стали користуватися великим попитом. Різні відомства замовляли ці машини для своїх потреб. Так, спеціально для військових створено два піротехнічних автомобіля. Для ДАІ — виготовлено 5 оперативних автомобілів АДТП з висувною телескопічною вишкою, на вершині якої розташовувалися два потужні прожектори. Основні споживачі чернігівського заводу — «кіношники», також почали отримувати оновлену техніку. Так, змінилася зовнішність машин, зокрема, рівень даху був піднятий більш ніж на 50 см.
Також ЛЕК розробили для «Укркінотехпрому» в 1984 році — кінознімальний 7-місний мікроавтобус АКСМ-01-452Д «Десна-2М», який відрізнявся від «Десни-2» моделі ЛЕК-452-77 насамперед значно збільшеною висотою даху в пасажирському салоні.
В першій половині 1990-х чернігівське підприємство, перейменоване на той момент в Чернігівський завод спецавтотранспорту, освоїло виготовлення вантажної та вантажопасажирської версії «Десни-2» з кузовом типу фургон, а також переобладнання випущених раніше мікроавтобусів у вантажопасажирські.

## Автобуси на шасі «Газель»

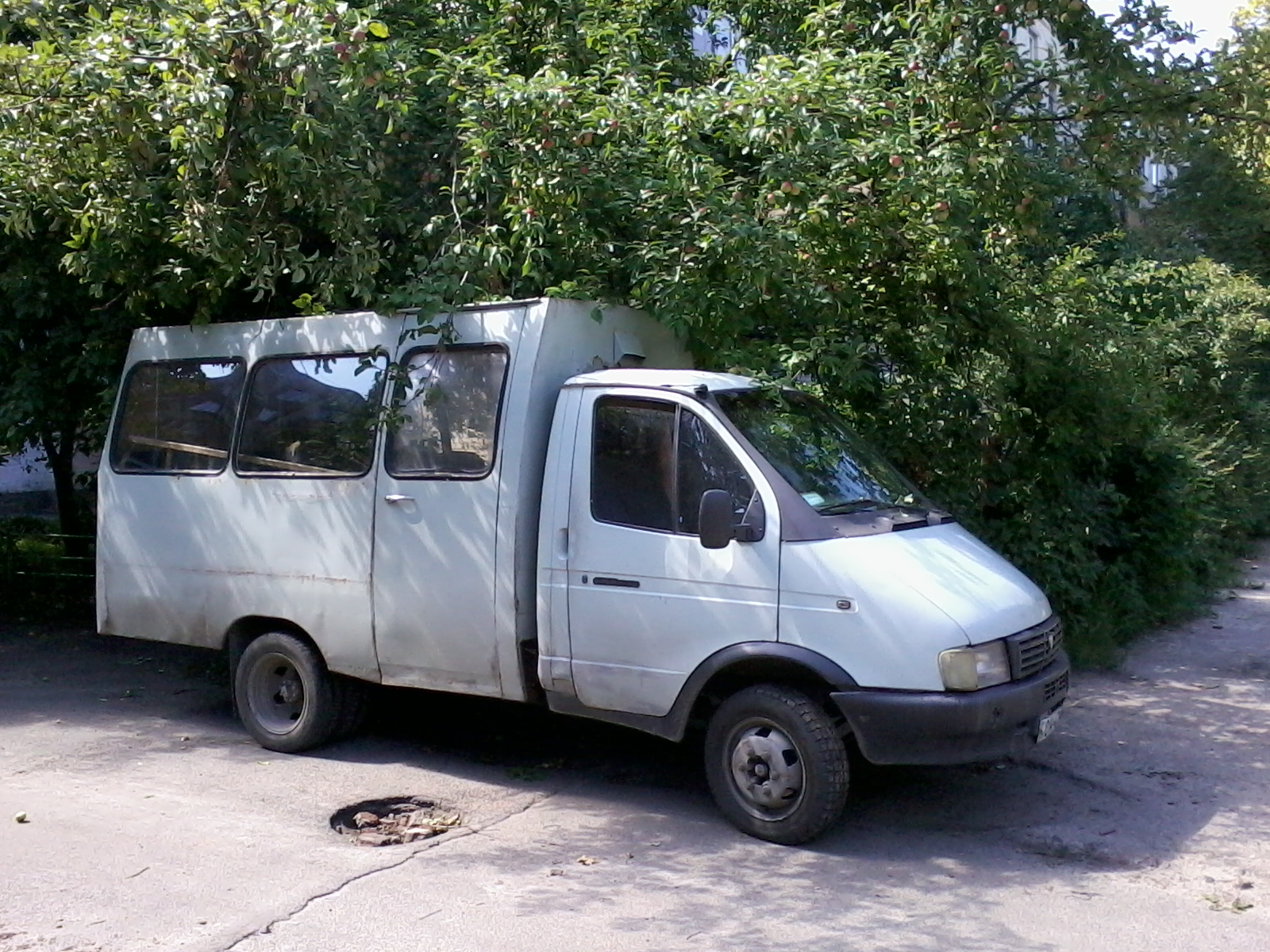
«Газелька» виробництва ЧЗСА на вулицях Чернігова.
Також існувала цільнокузовна версія автобуса.

У 1989 році підприємству присвоєне інше ім'я – «Чернігівський завод спецавтотранспорту». Новий статус дозволив розширити коло споживачів. Мікроавтобуси у різних варіантах виконання виготовлялися за вимогами замовників. Одночасно проводилися роботи зі створення нових, конкурентоспроможних зразків техніки. Однак в умовах сучасного ринку використання морально застарілих шасі було нерентабельним.
Найбільш відповідною машиною, яку можна було використовувати як базу для власних розробок, стала горьківська «Газель». У результаті, в 90-х роках, з'явилася нова модель мікроавтобуса – ЧЗСА-02.МТ-3302 «Десна-2П». Порівняно з російською моделлю — пасажирським варіантом «Газелі» ГАЗ-3231 — чернігівський мікроавтобус отримав вищий дах і збільшену площу скління. Тепер пасажири могли без зусиль стояти в повний зріст. Змінилася і конструкція вхідних дверей пасажирського салону: замість звичної зсувної була встановлена класична відкривальна. Мікроавтобуси першого випуску відразу ж потрапили на маршрути Чернігова. І через деякий час були виявлені всі недоліки конструкції. Доопрацювані машини отримали ще більше скління і двохстулкові задні двері.

## Вахтові автобуси
В кінці 80-х ЧЗСА розробив і виготовив перші вахтові автомобілі. Такі машини почали користуватися великим попитом, бо їх вартість була значно нижчою ціни автобусів. Спочатку це були ЧПК-3902 на шасі ГАЗ-53-12, ГАЗ-3307, ГАЗ-66. Всі вони мали уніфіковані кузова, в яких в два ряди розміщувалися сидіння на 19 пасажирів. З 1989 року назви автомобілів змінилися. Вони стали називатися ЧЗСА-05П-53, ЧЗСА-05П-66 – і так далі, залежно від шасі. Вантажопасажирські варіанти позначалися як ЧЗСА-05ГП, плюс марка базової машини.

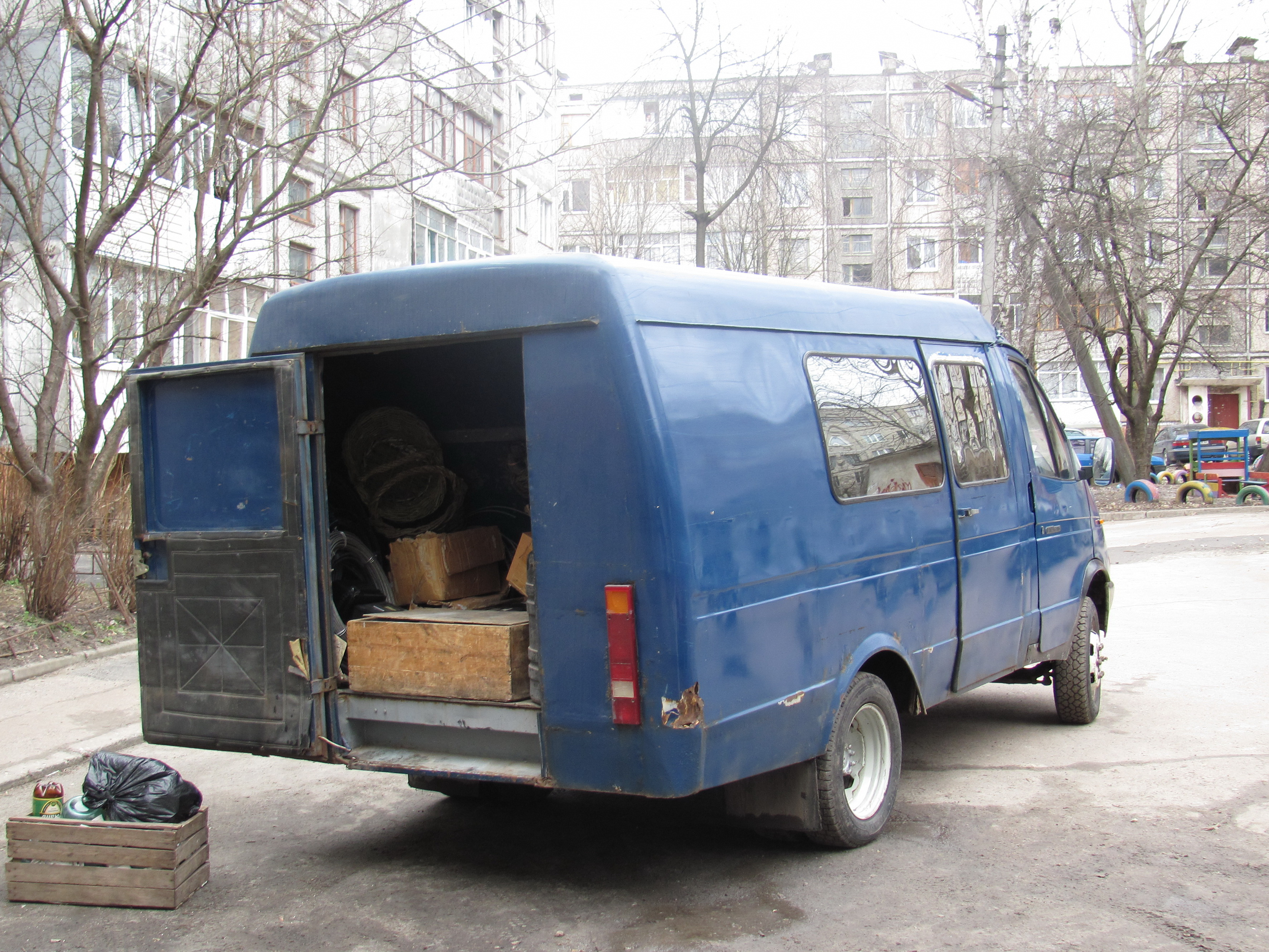
Фургон на базі «Газелі» виробництва ЧЗСА.

У 1999 році випущено три партії «вахтовок» ЧЗСА-05П-4320 на повнопривідному шасі Урал-4320. Цей автомобіль перевершив російський аналог виробництва нефтекамського заводу. У чернігівській машині була посилена підлога, каркас кузова став набагато міцнішим, а вдала форма даху виключала затікання води в салон. Подібний же кузов згодом почали встановлювати і на шасі КамАЗ-43105, при цьому кількість пасажирів збільшилася з 24 до 28.
В Чернігові розроблена і випущена одна з найменших вахтових машин — 15-місна ЧЗСА-05П-3302 на шасі «Газелі» ГАЗ-3302.
Ще одним напрямком у діяльності підприємства став випуск вантажних фургонів, в тому числі ізотермічних. Вони створювалися на шасі популярних ЗІЛ-5301 «Бичок» (наприклад, фургон для перевезення панчішно-шкарпеткових виробів), ГАЗ-3302 «Газель» та ін. Фургони ЧЗСА набули поширення не тільки в межах України, а й сусідньої Молдови. Але виробництво техніки в невеликих обсягах виявилося нерентабельним і в 2000 році припинилося зовсім.

## Підприємство в наш час
Нині завод спеціалізується на випуску деталей та ремонті машин Горьківського автозаводу усіх видів і модифікацій. Веде дрібносерійний випуск машин для поїздки по пересічній місцевості. Виготовляє пересувні сейфи.
ПрАТ «Кінотехпром» є офіційним представником Державного Підприємства «Державний автотранспортний науково-дослідний і проектний інститут».

### Пожежа 25.03.2015 р.
Близько 16 години 25 березня 2015 р. жителі Чернігова помітили великий стовп диму неподалік від м'ясокомбінату. Невдовзі з'ясувалось, що горить дах ПрАТ «Кінотехпром». На місце було викликано 5 пожежних машин, протягом дня пожежу загасили.